# سوک
سوک، روستایی است از توابع بخش ارم در شهرستان دشتستان استان بوشهر ایران.

## جمعیت
این روستا در دهستان دهرود قرار داشته و براساس سرشماری سال ۱۳۸۵ جمعیت آن ۷۴نفر (۱۷خانوار) می‌باشد.
محصولات این روستا عبارت است از : انواع خرما (کبکاب ، زاهدی یا قصب ، شهابی و زینی و ...) ، انواع مرکبات (لیمو ترش ، نارنج ، لیمو شیرین و ...) ، انار ، انگور ، انجیر و ... می‌باشد  .